# Жемчужный турач
Жемчужный турач (лат. Francolinus pintadeanus) — вид птиц из семейства фазановых (Phasianidae)>.

## Описание
Длина тела птицы в среднем составляет 30—34 см, вес — 280—400 г. Самки немного меньше самцов.

## Распространение
Жемчужные турачи обитают в Камбодже, Китае, Индии, Лаосе, Мьянме, на Филиппинах, в Таиланде и Вьетнаме. Они интродуцированы на Маврикий, Филиппины, Мадагаскар, в США, Чили и Аргентину. Обитают в субтропических и тропических лесах.
МСОП присвоил виду статус «виды под наименьшей угрозой» (LC).